# Engomi
Engomi (em grego:  Έγκωμη) é uma cidade localizada no distrito de Nicósia, Chipre. Com população de 14,254 habitantes pelo census de 2011.